# Primarni izvori
Primarna literatura ili primarni izvori jesu dokazi iz prošlosti koje je napisala osoba prisutna u vrijeme događanja, uključujući dnevnike ili artefakte. Oni također mogu biti i dokumenti, snimke ili izvori informacija koje je u vrijeme proučavanja načinio autorativni izvor koji ima izravno znanje o događajima koji se opisuju.
Primarni izvori su opisani kao izvori najbliži podrijetlu informacije ili ideje unutar studije. Mogu sadržavati izvorno istraživanje ili novu neobjavljenu informaciju te pružaju istraživaču izravnu, neposrednu informaciju o objektu studije.
Primarni se izvori razlikuju od sekundarnih koji često citiraju, komentiraju ili su građeni na primarnim izvorima, no termin primarni i sekundarni relativan je i ovisi o kontekstu u kojemu je rabljen.
U praksi, neki su primarni izvori uništeni, dok drugi nisu dostupni za istraživanje te je tada istraživač primoran koristiti sekundarne izvore. Koliko god su primarni izvori originalni i neposredni ne znači da su uvijek vjerni, točni ili potpuni. Ponekad mogu biti izmijenjeni, čime gube svoju vjerodostojnost.

## Definicija ovisno o akademskoj disciplini

### Humanističke znanosti
Primarni izvor u humanističkim znanostima može biti definiran kao nešto što je pojedinac načinio ili tijekom razdoblja proučavanja ili nakon toga reflektirajući se na svoje uplitanje u događaje u to vrijeme.

### Društvene znanosti
U društvenim znanostima definicija primarnog izvora uključuje i brojčane podatke koji su bili prikupljeni za analizu odnosa među ljudima, događajima i njihova okružja.

### Prirodne znanosti
U prirodnim znanostima primarni izvor može biti definiran kao izvještaj originalnih pronalazaka ili ideja. Ti se izvori često pojavljuju u obliku članaka o istraživanju sa sekcijama o metodama i rezultatima.
O primarnim izvorima može se postaviti pet glavnih pitanja: tko, što, kada, gdje i zašto, također poznatih kao five W's na engleskom – who, what, when, where i why.[smisao?]

## Klasifikacija izvora
Cilj klasificiranja izvora jest da se ustanovi neovisnost i pouzdanost izvora.
Postoji klasifikacija izvora po raznim disciplinama:
- U povijesti i historiografiji primarni su izvori smatrani kao izvori koji imaju najobjektivniju vezu s prošlosti te da „govore sami za sebe”. Kao primarne izvore povjesničari mogu uzeti u obzir i arheološke artifakte, usmena izvješća te intervjue.

- U znanstvenoj literaturi primarni je izvor originalna publikacija znanstvenikovih podataka, rezultata i teorija.

- U političkoj povijesti primarni izvori reflektiraju dokumente kao što su službeni izvještaji, govori, pamflete, posteri ili pisma sudionika, službeni izvještaji izbora i svjedočenja očevidaca.

- U povijesti ideja ili intelektualnoj povijesti glavni su primarni izvori knjige, eseji i pisma koje je napisao intelektualac.

- Studija kulturne povijesti može uključiti fikcionalne izvore kao što su novele i drame.

- U širem smislu, primarni izvori također uključuju fizičke objekte kao što su fotografije, filmske novosti, kovanice, slike ili građevine napravljene u to vrijeme.

## Pisani izvori
Pisani izvori mogu biti podijeljeni u tri glavna tipa:
- Pripovjedački ili literarni izvori:
  - govore priču ili poruku
  - nisu ograničeni na fikcionalne izvore, ali uključuju dnevnike, filmove, biografije, vodeća filozofska djela, znanstvena djela itd.

- Diplomatski izvori:
  - uključuju povelje i druge legalne dokumente koji obično prate zadani format.

- Društveni dokumenti:
  - bilješke organizacija, kao što su registri rođenja, zapisi poreza, itd.